# Lila (hindouisme)
Pour les articles homonymes, voir Lila et Lilas.
Lila (sanskrit IAST : līlā ; devanagari : लीला ; « jeu ») est dans l'hindouisme le ballet divin des âmes, c'est-à-dire la danse cosmique orchestrée par les divinités. Dans la philosophie indienne, c'est le jeu de la divinité qui se cache derrière les apparences du monde phénoménal (māyā).